# Semblançay
Semblançay è un comune francese di 2 094 abitanti situato nel dipartimento dell'Indre e Loira nella regione del Centro-Valle della Loira.
Il castello di Semblançay venne decorato nel XVI secolo dal pittore italiano Andrea Sguazzella, allievo di Andrea del Sarto.

## Società

### Evoluzione demografica
Abitanti censiti